# DASH FIVE!
『DASH FIVE!』（ダッシュ・ファイブ）は、FM802で2012年4月2日から2018年3月30日まで放送されていたラジオ番組である。
この番組では、ディレクター・ミキシングを兼ねたワンマンスタイルでDJを行っていた。

## 概要
放送時間は、月曜から金曜 5:00 - 7:00まで放送されていた。番組開始当初から1年間は5:00 - 6:00であった。
2018年3月30日をもって放送終了。

## DJ
- 竹内琢也
- 樋口大喜

### 代打DJ
DJが休みに入った場合のみ。
竹内が冬休みに入ったため代打として登場した。
- 河嶋奈津実（1月18日）
- 豊田穂乃花（1月19日）